# Liste der Bodendenkmäler in Nordheim am Main
Auf dieser Seite sind die Bodendenkmäler in der unterfränkischen Gemeinde Nordheim am Main zusammengestellt. Diese Tabelle ist eine Teilliste der Liste der Bodendenkmäler in Bayern. Grundlage ist die Bayerische Denkmalliste, die auf Basis des Bayerischen Denkmalschutzgesetzes vom 1. Oktober 1973 erstmals erstellt wurde und seither durch das Bayerische Landesamt für Denkmalpflege geführt wird. Die folgenden Angaben ersetzen nicht die rechtsverbindliche Auskunft der Denkmalschutzbehörde.

## Bodendenkmäler der Gemeinde

### Bodendenkmäler in der Gemarkung Nordheim a.Main
| Lage                                                    | Objekt | Akten-Nr.     | Bild           |
| ------------------------------------------------------- | --- | ------------- | -------------- |
| Nordheim a.Main (Standort)                              | Siedlung der Hallstatt- und der jüngeren Latènezeit. Siehe auch: Hallstattzeit, Latènezeit | D-6-6127-0048 |                |
| Nordheim a.Main Hauptstraße 15; Kirchplatz 2 (Standort) | Archäologische Befunde des Mittelalters und der frühen Neuzeit im Bereich der Katholischen Pfarrkirche St. Laurentius von Nordheim a.Main sowie Körpergräber im ummauerten Kirchhof. Siehe auch: Mittelalter, Neuzeit, St. Laurentius (Nordheim am Main), Körpergrab | D-6-6127-0210 | weitere Bilder |
| Nordheim a.Main Hauptstraße 2 (Standort)                | Archäologische Befunde des Mittelalters und der frühen Neuzeit im Bereich des ehemaligen Münsterschwarzacher Zehnthofes. Siehe auch: Zehnthof (Nordheim am Main) | D-6-6127-0211 | weitere Bilder |